# Palpoxena carinata
Palpoxena carinata es una especie de insecto coleóptero de la familia Chrysomelidae.
Fue descrita científicamente en 1960 por Bryant.